# Hydraulická drsnost
Hydraulická drsnost je měřítkem odporů reálné tekutiny při jejím turbulentním proudění v potrubích i otevřených korytech. Je působena výstupky povrchu stěny potrubí nebo koryta, i celkovým charakterem stěny (např. rovná – vlnitá a pod.).
Hydraulickou drsnost lze vyjádřit dvěma hlavními způsoby:
- jako ekvivalentní výšku výstupků stěny Δ [m], případně jako ekvivalentní pískovou drsnost {\displaystyle k_{s}} [m] (v obou případech mluvíme o tzv. drsnosti absolutní), nebo též (speciálně u vodních toků) jako velikost charakteristického zrna {\displaystyle d} [m];
- pomocí součinitele drsnosti.

Je nutné zdůraznit, že ani drsnost absolutní není skutečnou výškou výstupků povrchu stěny, ale je jakousi lineární mírou jejich vlivu na hydraulické odpory. Pokusy bylo prokázáno, že geometricky totožné (tvarem, velikostí a orientací) elementy dávají při různém uspořádání po ploše zcela rozdílné drsnosti, a naopak, různé geometrické elementy mohou v určitém uspořádání dávat drsnost totožnou.
Z hlediska hydraulických ztrát třením je podstatný vztah mezi velikostí absolutní drsnosti a tloušťkou mezní vrstvy, resp. tloušťky laminární podvrstvy. Pokud jsou výstupky na stěně natolik malé, že nevystupují z vazké podvrstvy resp. neovlivňuji proudění v turbulentním jádru, nemá velikost absolutní drsnosti na hydraulické odpory žádný vliv a mluvíme o potrubí či korytě, resp. povrchu hydraulicky hladkém. Pokud výstupky na stěně pronikají celou tloušťkou vazké podvrstvy a jsou dostatečně vysoké, ovlivňují proudění v turbulentním jádru a mluvíme o potrubí či korytu, resp. povrchu hydraulicky drsném. Schlichtling (viz např.) udává následující hranice jednotlivých oblastí:
Hydraulicky hladký povrch {\displaystyle 0\leqq Re_{*}<5}
přechodná oblast {\displaystyle 5\leqq Re_{*}<70}
hydraulicky drsný povrch {\displaystyle Re_{*}\geqq 70}
kde tzv. třecí Reynoldsovo číslo {\displaystyle Re_{*}={v_{*}k_{s} \over \nu }}, kde {\displaystyle \nu } [m2s−1]je kinematická vazkost kapaliny a {\displaystyle v_{*}} [ms−1] je třecí rychlost, {\displaystyle v_{*}={\sqrt {\tau _{0} \over \rho }}={\sqrt {gRi}}}. Zde {\displaystyle \tau _{0}} [Pa] je tangenciální napětí na stěně potrubí či koryta, {\displaystyle \rho } [kgm−3] hustota kapaliny, {\displaystyle g} [ms−2] gravitační zrychlení, {\displaystyle R} [m] hydraulický poloměr (za jistých předpokladů lze použít hloubku střední nebo lokální) a {\displaystyle i} [-] je sklon čáry energie.
Meze hydraulicky hladkého a drsného povrchu lze určit též na základě poměru velikosti absolutní drsnosti {\displaystyle k_{s}} a tloušťky vazké mezní vrstvy (laminární podvrstvy). Hydraulicky hladký povrch se uvažuje pro {\displaystyle k_{s}<{\delta  \over 3}}, hydraulicky drsný povrch pro {\displaystyle k_{s}>6\delta }, přičemž tloušťka laminární podvrsvy {\displaystyle \delta =11,6{\nu  \over v_{*}}}.
Pro koryta vodních toků se uvažujív závislosti na poměru hloubky a určitého charakteristického zrna substrátu dna ještě tzv. mikrodrsnost pro {\displaystyle {h \over d_{84}}<1,2} či {\displaystyle {h \over d_{50}}<2}, resp. makrodrsnost pro {\displaystyle {h \over d_{84}}>4} či {\displaystyle {h \over d_{50}}>7,5}. Mezi těmito mezemi se nachází oblast mesodrsnosti. Ve vzorcích je {\displaystyle h} [m] hloubka vody a {\displaystyle d_{50}} resp. {\displaystyle d_{84}} [m] velikost zrna odpovídající příslušnému percentilu křivky zrnitosti.
Při hydraulických výpočtech (zejména ztrát třením v potrubí) se hojně používá tzv. relativní (hydraulická) drsnost, braná jako podíl drsnosti absolutní a průměru potrubí.